# Brevipalpus zinniae
Brevipalpus zinniae är en spindeldjursart som beskrevs av Baker och James P. Tuttle 1987. Brevipalpus zinniae ingår i släktet Brevipalpus och familjen Tenuipalpidae. Inga underarter finns listade.